# National Basketball League 2021-2022
La National League Basketball 2021-2022 è stata la 44ª edizione della National Basketball League, la massima lega di basket australiana.

## Squadre partecipanti
- Adelaide 36ers
- Brisbane Bullets
- Cairns Taipans
- Illawarra Hawks
- Melbourne United
- N.Z. Breakers
- Perth Wildcats
- SE Melb. Phoenix
- Sydney Kings
- Tasmania JackJ.

## Regular Season

### Classifica
|     | Squadra          | G  | V  | P  | PF    | PS    |
| --- | ---------------- | -- | -- | -- | ----- | ----- |
| 1.  | Melbourne United | 28 | 20 | 8  | 2.455 | 2.244 |
| 2.  | Illawarra Hawks  | 28 | 19 | 9  | 2.498 | 2.345 |
| 3.  | Sydney Kings     | 28 | 19 | 9  | 2.397 | 2.313 |
| 4.  | Tasmania JackJ.  | 28 | 17 | 11 | 2.230 | 2.220 |
| 5.  | Perth Wildcats   | 28 | 16 | 12 | 2.495 | 2.377 |
| 6.  | SE Melb. Phoenix | 28 | 15 | 13 | 2.456 | 2.424 |
| 7.  | Adelaide 36ers   | 28 | 10 | 18 | 2.283 | 2.346 |
| 8.  | Brisbane Bullets | 28 | 10 | 18 | 2.379 | 2.500 |
| 9.  | Cairns Taipans   | 28 | 9  | 19 | 2.228 | 2.408 |
| 10. | N.Z. Breakers    | 28 | 5  | 23 | 2.234 | 2.478 |

## Playoffs

### Melbourne - Tasmania
RISULTATO FINALE: 1-2
| Melbourne 28 aprile 2022, ore 19:30 Gara 1                                                  | Melbourne United | 74 – 63 (20-15, 21-21, 21-7, 12-20) | Tasmania JackJ. | John Cain Arena (5.268 spett.) |
| Agada 16 Punti Adams 16 Dellavedova 5 Assist Magette 6 White 10 Rimbalzi Adams , Krslovic 5 |                  |                                     |                 |                                |
|                                                                                             |                  |                                     |                 |                                |
| Agada 16                                                                                    | Punti            | Adams 16                            |                 |                                |
| Dellavedova 5                                                                               | Assist           | Magette 6                           |                 |                                |
| White 10                                                                                    | Rimbalzi         | Adams, Krslovic 5                   |                 |                                |

| Hobart 30 aprile 2022, ore 20:00 Gara 2                                                                                       | Tasmania JackJ. | 79 – 72 (17-12, 21-22, 21-25, 20-13)  | Melbourne United | MyState Bank Arena (4.865 spett.) |
| McVeigh 15 Punti Goulding 18 Bairstow 4 Assist Agada , Dellavedova , Ili , Lual-Acuil 3 Magette , McDaniel 5 Rimbalzi White 8 |                 |                                       |                  |                                   |
| |                 |                                       |                  |                                   |
| McVeigh 15 | Punti           | Goulding 18                           |                  |                                   |
| Bairstow 4 | Assist          | Agada, Dellavedova, Ili, Lual-Acuil 3 |                  |                                   |
| Magette, McDaniel 5 | Rimbalzi        | White 8                               |                  |                                   |

| Melbourne 2 maggio 2022, ore 19:30 Gara 3                                         | Melbourne United | 73 – 76 (25-21, 15-19, 14-20, 19-16) | Tasmania JackJ. | John Cain Arena (4.816 spett.) |
| Ili 18 Punti Adams 30 Dellavedova 7 Assist Magette 7 White 15 Rimbalzi McIntosh 9 |                  |                                      |                 |                                |
|                                                                                   |                  |                                      |                 |                                |
| Ili 18                                                                            | Punti            | Adams 30                             |                 |                                |
| Dellavedova 7                                                                     | Assist           | Magette 7                            |                 |                                |
| White 15                                                                          | Rimbalzi         | McIntosh 9                           |                 |                                |

### Illawarra - Sydney
RISULTATO FINALE: 0-2
| Wollongong 29 aprile 2022, ore 19:30 Gara 1                                               | Illawarra Hawks | 79 – 89 (24-22, 9-30, 24-22, 22-15) | Sydney Kings | WIN Entertainment Centre (5.621 spett.) |
| Reath 26 Punti Adams 30 Rathan-Mayes 4 Assist Adams 5 Reath 11 Rimbalzi Cooks , Martin 10 |                 |                                     |              |                                         |
|                                                                                           |                 |                                     |              |                                         |
| Reath 26                                                                                  | Punti           | Adams 30                            |              |                                         |
| Rathan-Mayes 4                                                                            | Assist          | Adams 5                             |              |                                         |
| Reath 11                                                                                  | Rimbalzi        | Cooks, Martin 10                    |              |                                         |

| Sydney 1º maggio 2022, ore 15:00 Gara 2                                                          | Sydney Kings | 99 – 87 (22-23, 22-31, 25-13, 30-20) | Illawarra Hawks | Qudos Bank Arena (9.824 spett.) |
| Adams 29 Punti Harvey 21 Adams , Cooks 3 Assist Harvey , Jessup 3 Cooks 11 Rimbalzi Cleveland 12 |              |                                      |                 |                                 |
|                                                                                                  |              |                                      |                 |                                 |
| Adams 29                                                                                         | Punti        | Harvey 21                            |                 |                                 |
| Adams, Cooks 3                                                                                   | Assist       | Harvey, Jessup 3                     |                 |                                 |
| Cooks 11                                                                                         | Rimbalzi     | Cleveland 12                         |                 |                                 |

### Sydney - Tasmania
RISULTATO FINALE: 3-0
| Sydney 6 maggio 2022, ore 19:30 Gara 1                                                   | Sydney Kings | 95 – 78 (23-19, 20-21, 28-18, 24-10) | Tasmania JackJ. | Qudos Bank Arena (12.765 spett.) |
| Adams 18 Punti McIntosh , McVeigh 14 Cooks 7 Assist Magette 10 Cooks 11 Rimbalzi Adams 8 |              |                                      |                 |                                  |
|                                                                                          |              |                                      |                 |                                  |
| Adams 18                                                                                 | Punti        | McIntosh, McVeigh 14                 |                 |                                  |
| Cooks 7                                                                                  | Assist       | Magette 10                           |                 |                                  |
| Cooks 11                                                                                 | Rimbalzi     | Adams 8                              |                 |                                  |

| Hobart 8 maggio 2022, ore 14:30 Gara 2                                                                        | Tasmania JackJ. | 86 – 90 (27-17, 21-27, 22-24, 16-22) | Sydney Kings | MyState Bank Arena (4.738 spett.) |
| Adams 36 Punti Cooks , Martin , Vasiljevic 20 Magette 5 Assist Bruce 7 Krslovic 10 Rimbalzi Cooks , Martin 10 |                 |                                      |              |                                   |
| |                 |                                      |              |                                   |
| Adams 36 | Punti           | Cooks, Martin, Vasiljevic 20         |              |                                   |
| Magette 5 | Assist          | Bruce 7                              |              |                                   |
| Krslovic 10                                                                                                   | Rimbalzi        | Cooks, Martin 10                     |              |                                   |

| Sydney 11 maggio 2022, ore 19:30 Gara 3                                       | Sydney Kings | 97 – 88 (22-25, 25-23, 19-21, 31-19) | Tasmania JackJ. | Qudos Bank Arena (16.149 spett.) |
| Cooks 23 Punti Adams 27 Bruce 8 Assist Magette 7 Martin 17 Rimbalzi Magette 9 |              |                                      |                 |                                  |
|                                                                               |              |                                      |                 |                                  |
| Cooks 23                                                                      | Punti        | Adams 27                             |                 |                                  |
| Bruce 8                                                                       | Assist       | Magette 7                            |                 |                                  |
| Martin 17                                                                     | Rimbalzi     | Magette 9                            |                 |                                  |

## Vincitore
| Campioni NBL 2021-2022   |
| ------------------------ |
| Sydney Kings (4º titolo) |

## Statistiche
| Categoria           | Giocatore    | Squadra         | Stat  |
| ------------------- | ------------ | --------------- | ----- |
| Punti per gara      | Bryce Cotton | Perth Wildcats  | 22,7  |
| Rimbalzi per gara   | Xavier Cooks | Sydney Kings    | 9,8   |
| Assist per gara     | Jaylen Adams | Sydney Kings    | 6,1   |
| Efficienza per gara | Akoldah Gak  | Illawarra Hawks | 78,0% |

## Premi
- NBL Most Valuable Player: Jaylen Adams, Sydney Kings
- NBL Defensive Player of the Year: Antonius Cleveland, Illawarra Hawks
- NBL Most Improved Player of the Year: Keanu Pinder, Cairns Taipans
- NBL 6th Man of the Year: Shea Ili, Melbourne United
- NBL Rookie of the Year: Bul Kuol, Cairns Taipans
- NBL Finals MVP: Xavier Cooks, Sydney Kings
- NBL Coach of the Year: Scott Roth, Tasmania JackJumpers
- NBL Executive of the Year: Simon Edwards, New Zealand Breakers
- NBL Fans MVP: Kai Sotto, Adelaide 36ers

- All-NBL First Team
  - Bryce Cotton, Perth Wildcats
  - Jaylen Adams, Sydney Kings
  - Antonius Cleveland, Illawarra Hawks
  - Vic Law, Perth Wildcats
  - Jo Lual-Acuil, Melbourne United

- All-NBL Second Team
  - Matthew Dellavedova, Melbourne United
  - Josh Adams, Tasmania JackJumpers
  - Chris Goulding, Melbourne United
  - Mitch Creek, South East Melbourne Phoenix
  - Xavier Cooks, Sydney Kings